# Монплезир — Люмьер (станция метро)
«Монплези́р — Люмье́р» (фр. Monplaisir – Lumière) — станция линии D Лионского метрополитена.

## Расположение
Станция находится на границе 3-го и 8-го округов Лиона. Платформа станции расположена под проспектом Альбер Тома (фр. cours Albert Thomas) в районе его пересечения с улицей Доктёр Ребатель (фр. rue du Docteur Rebatel). Вход на станцию производится с улицы Альбер Тома. В непосредственной близости от выхода из метро находятся также площадь Амбруаз Куртуа (фр. place Ambroise Courtois) и улица Первого Фильма (фр. rue du Premier Film).

## Особенности
Станция открыта 9 сентября 1991 года в составе первой очереди линии D от станции Горж де Лу до станции Гранж Бланш. Состоит из двух путей и двух боковых платформ. Пассажиропоток в 2006 году составил 251 770 чел./мес.
Вход на станцию украшен панно из эмалированных пластин на тему кино. Автор — Филипп Пуле (фр. Philippe Poulet).

## Происхождение названия
Первая часть — Монплезир, дана по своему нахождению на одноимённой площади. Площадь получила имя от квартала, в котором она располагалась. В начале XIX века некий барон Анри де Турнель (фр. Henry des Tournelles) был крупным землевладельцем в этой местности. В 1828 году он нарезал имевшиеся у него земли примерно на 400 участков и выставил на продажу. Чтобы улучшить и ускорить продажи, барон дал своим проектам притягательные названия: «Местность Беззботности» (Сан-Суси; фр.  Campagnes de Sans-Souci) и «Деревня Моего Удовольствия» (Монплезир; фр. Village de Monplaisir) — эти названия до сих пор сохранились в именах лионских кварталов.
Вторая часть названия дана по имени изобретателей кинематографа братьев Огюста и Луи Люмьеров, чья бывшая вилла до сих пор находится в непосредственной близости от нынешней станции метро.

## Достопримечательности
- Проспект Альбер Тома[фр.]
- Площадь Амбруаз Куртуа[фр.]
- Институт Люмьер[фр.], включающий в себя:
  - Вилла Люмьер[фр.] (1899—1901) — вилла изобретателей кинематографа братьев Люмьер
  - Ангар первого фильма[фр.] — остатки фабрики братьев Люмьер. Именно у ворот этого здания снимался один из первых в истории кинематографа фильмов «Выход рабочих с фабрики»

## Наземный транспорт
Со станции существует пересадка на следующие виды транспорта:

  — «главный» автобус